# Альціон молуцький
Альціо́н молуцький (Todiramphus funebris) — вид сиворакшоподібних птахів родини рибалочкових (Alcedinidae). Ендемік Індонезії.

## Опис

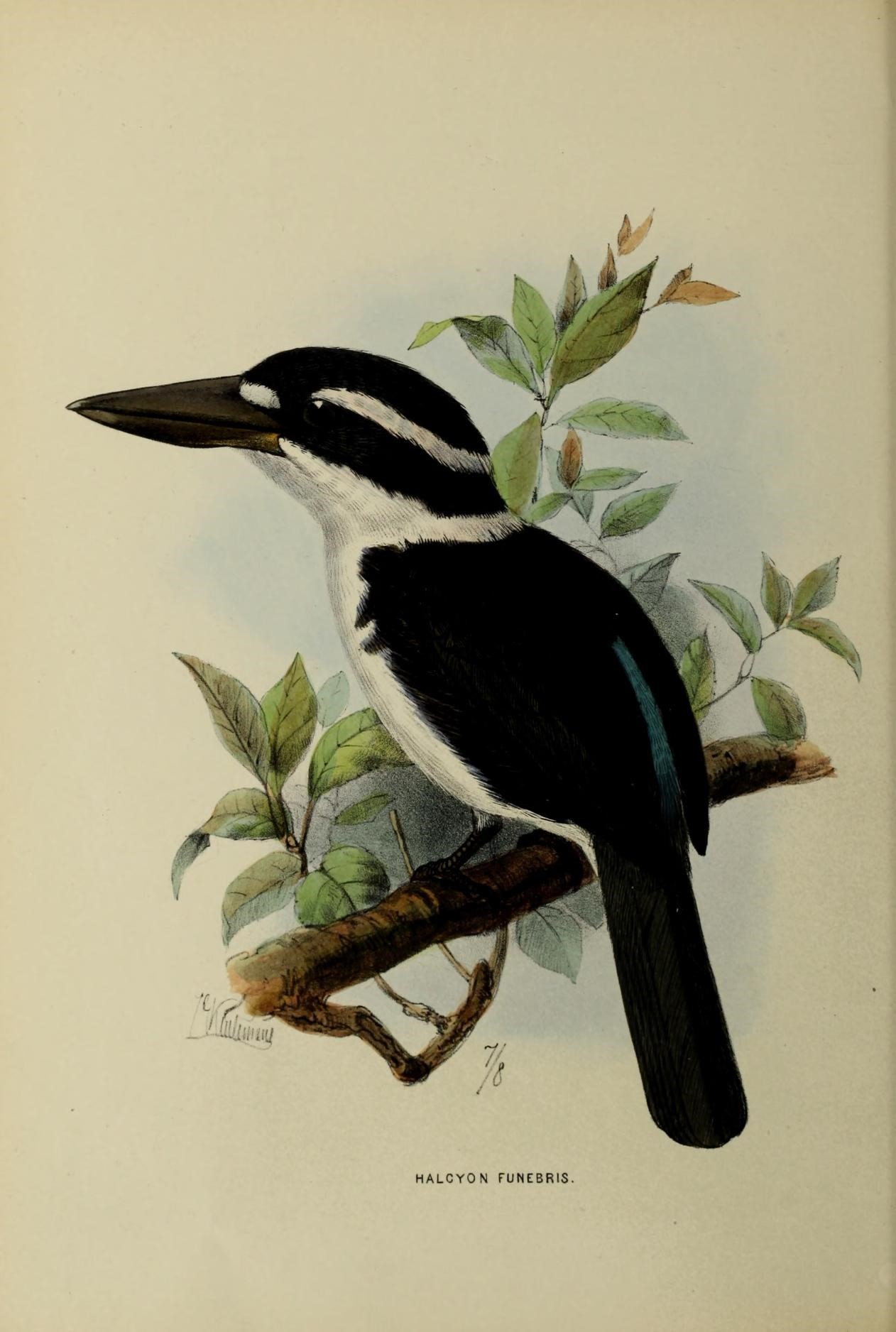
Молуцький альціон

Довжина птаха становить 28 см. Тім'я і скроні чорнуваті, від дзьоба до потилиці йдуть довгі білі смуги. Нижня частина тіла біла, на задній частині шиї білий «комірець», на грудях чорна пляма. Верхня частина тіла чорнувата або оливкова, у самців із зеленуватим відтінком, у самиць з коричнюватим відтінком. Дзьоб міцний, чорнуватий.

## Поширення і екологія
Молуцькі альціони є ендеміками острова Хальмахера в архіпелазі Молуккських островів. Вони живуть у нижньому і середньому ярусах вологих рівнинних тропічних і заболочених лісів, а також у мангрових лісах, на узліссях, на полях і плантаціях, у садах. Зустрічаються на висоті до 620 м над рівнем моря.

## Збереження
МСОП класифікує цей вид як вразливий. За оцінками дослідників, популяція молуцьких альціонів становить від 3500 до 15 000 птахів. Їм загрожує знищення природного середовища.